# James Dickson (1899–1980)
James Ivan Axel Dickson, född 18 mars 1899 i Göteborg, död 6 mars 1980 i Alingsås, var en svensk agronom, kammarherre och riksdagsman. Han var son till godsägare Axel Edvin Dickson (1850–1927) och Nancy Bratt (1880–1965), och gift 1923 med Vanja Margareta Dickson (1903–2004).
Efter avlagd studentexamen 1917 tog han flygcertifikat samma år, och placerades vid arméflyget 1920. Han tjänstgjorde under Vinterkriget 1939–1940 som kapten i Finland och var 1940 även frivillig i Norge.
Han var politiskt aktiv först inom landstinget, perioden 1935–1938, och på riksnivå från 1941 då han kom han in i riksdagen för högern. James Dickson inträdde i Götiska Förbundet 1932.
Dickson bodde på Vikaryds egendom utanför Alingsås. Han är begravd på Örgryte gamla kyrkogård i Göteborg.
Dickson skapade också uppmärksamhet när han förde med sig en snok som sällskapsdjur i riksdagens kammare. Han hade tagit hand om ormen som hans barn hittat skadad i skogen. Figuren "Snoke-Dicke" i Barna Hedenhös-boken Barna Hedenhös blir kungliga är inspirerad av Dickson. Han är även förlaga till karikatyren Orm Dickurson i boken Svitjod av riksdagsledamoten Gunnar Ericsson.

## Utmärkelser i urval
- Minnestecken med anledning av Konung Gustaf V
- Riddare av Vasaorden
- Patriotiska Sällskapets guldmedalj
- Kommendör av Finlands Vita Ros' orden
- Sankt Olavs orden[8]